# کانچو هاتسو رویاما
کانچو هاتسو رویاما متولد ۳۱ مارس ۱۹۴۸ (سن ۷۶ سال) در ژاپن، یکی از شاگردان ارشد سوسای اویاما و دان ۹ کیوکوشین کاراته می‌باشد. او در حال حاضر ریاست سازمان جهانی کیوکوشین کان کاراته را بر عهده دارد.
از افتخارات رویاما می‌توان به نایب قهرمانی جهان و قهرمانی مسابقات سراسری ژاپن اشاره کرد. کانچو رویاما هر ساله مسابقات مختلفی را در زمینه‌های کاتا و مبارزه برگزار می‌نماید؛ علاوه براین سمینارهای کانچو رویاما در پیشرفت و تعالی سبک کیوکوشین کان کاراته نقش به سزایی دارد.
کیوکوشین کان کاراته در تمامی نقاط دنیا شاخه‌ها و شعبه‌های متعددی دارد.